# 槟城州元首
槟城州元首是马来西亚槟城州名义上的最高长官，也曾译为“州长”。槟城州元首的尊称为“Tuan Yang Terutama”，可以汉译为“阁下”。
槟城州元首由最高元首在咨询檳城首席部長的意见后作出任命。根据马来西亚联邦宪法38条文，槟城州元首有权列席统治者会议，但没有权利推举和表决谁来担任马来西亚最高元首。
州元首绝大多数时候都必须依照槟城首席部长或槟城行政会议的建议来行使其职权。州元首就任时，宣誓就职礼会在槟州大会堂裏举行。

## 州元首列表
以下列出历任槟城州元首列表：
| 序 | 肖像 | 州元首               | 任期          | 任期          | 任期 |
| 序 | 肖像 | 州元首               | 就任          | 离任          | 天数 |
| -- | ---- | -------------------- | ------------- | ------------- | ---- |
| 1  |      | 拉惹敦乌达拉惹莫哈末 | 1957年8月31日 | 1967年8月30日 | 3651 |
| 2  |      | 赛谢沙布丁           | 1967年8月31日 | 1969年1月31日 | 519  |
| 3  |      | 赛谢哈山峇拉峇       | 1969年2月1日  | 1975年2月1日  | 2191 |
| 4  |      | 沙顿朱比             | 1975年2月2日  | 1981年4月30日 | 2279 |
| 5  |      | 阿旺哈山             | 1981年5月1日  | 1989年4月30日 | 2921 |
| 6  |      | 韩旦赛塔基尔         | 1989年5月1日  | 2001年4月30日 | 4382 |
| 7  |      | 阿都拉曼·阿巴斯      | 2001年5月1日  | 2021年4月30日 | 7304 |
| 8  |      | 阿末弗兹             | 2021年5月1日  | 2025年4月30日 | 1460 |
| 9  |      | 南利岳达利           | 2025年5月1日  | 现任          | 0    |